# Округ Ворен (Џорџија)
Округ Ворен (енгл. Warren County) је округ у америчкој савезној држави Џорџија.

## Демографија
По попису из 2010. године број становника је 5.834, што је 502 (-7,9%) становника мање 2000. године.
| Група             | 2000.         | 2010.         |
| Белци             | 2.483 (39,2%) | 2.133 (36,6%) |
| Афроамериканци    | 3.768 (59,5%) | 3.602 (61,7%) |
| Азијати           | 9 (0,1%)      | 22 (0,4%)     |
| Хиспаноамериканци | 51 (0,8%)     | 54 (0,9%)     |
| Укупно            | 6.336         | 5.834         |